# Campeonato Provincial de Segunda Categoría de Pichincha Copa DirecTV 2014
El Campeonato Provincial de Segunda Categoría de Pichincha Copa DirecTV 2014 es un torneo de fútbol en Ecuador en cual compiten equipos de la Provincia de Pichincha. El torneo es organizado por Asociación de Fútbol No Amateur de Pichincha (AFNA) y avalado por la Federación Ecuatoriana de Fútbol. El torneo dio inicio el 14 de marzo de 2014 y finalizó el 10 de julio. Participaron 10 clubes de fútbol y entregó 2 cupos al Zonal de Ascenso de la Segunda Categoría 2014.

## Equipos participantes
| Equipos participantes                 | Equipos participantes | Equipos participantes                               |
| ------------------------------------- | --------------------- | --------------------------------------------------- |
|                                       |                       |                                                     |
| Equipo                                | Ciudad                | Estadio                                             |
| Club Deportivo América                | Quito                 | Estadio La Armenia                                  |
| Club Deportivo Chile                  | Uyumbicho             | Estadio Alonso Aguirre                              |
| Club Deportivo Clan Juvenil           | Sangolquí             | Estadio General Rumiñahui                           |
| Cuniburo Fútbol Club                  | Cayambe               | Estadio de la Liga Deportiva Parroquial de Nayón    |
| Juventud Independiente Tabacundo      | Tabacundo             | Estadio de la Liga Deporiva Cantonal de Tabacuando  |
| Los Loros                             | Sangolquí             | Estadio General Rumiñahui                           |
| Club Deportivo Rumiñahui              | Machachi              | Estadio El Chan                                     |
| Universidad Internacional del Ecuador | Quito                 | Estadio de la Universidad Internacional del Ecuador |
| Universidad San Francisco de Quito    | Cumbayá               | Estadio Francisco Reinoso                           |
| Universidad Tecnológica Equinoccial   | Quito                 | Estadio de la Liga Deportiva Parroquial de Nayón    |

## Posiciones
| Pos | Equipo            | Pts | PJ | G  | E | P  | GF | GC | Dif |
| --- | ----------------- | --- | -- | -- | - | -- | -- | -- | --- |
| 1º  | C.D. Clan Juvenil | 45  | 18 | 14 | 3 | 1  | 46 | 13 | +33 |
| 2º  | F.C. U.I.D.E.     | 36  | 18 | 11 | 3 | 4  | 49 | 23 | +26 |
| 3º  | U.S.F.Q.          | 36  | 18 | 11 | 3 | 4  | 39 | 24 | +15 |
| 4º  | U.T.E.            | 27  | 17 | 8  | 3 | 6  | 36 | 28 | +8  |
| 5º  | C.D. Rumiñahui    | 25  | 17 | 7  | 4 | 6  | 29 | 21 | +8  |
| 6º  | C.D. Los Loros    | 24  | 17 | 6  | 6 | 5  | 29 | 22 | +7  |
| 7º  | América de Quito  | 17  | 17 | 5  | 2 | 10 | 18 | 26 | -8  |
| 8º  | J.I. de Tabacundo | 17  | 18 | 4  | 5 | 9  | 21 | 36 | -15 |
| 9º  | Cuniburo F.C.     | 14  | 17 | 3  | 5 | 9  | 19 | 30 | -11 |
| 10° | C.D. Chile        | 3   | 17 | 1  | 0 | 16 | 16 | 78 | -62 |

|  | Clasifican a los zonales de la Segunda Categoría 2014 |
|  | Desciende a la Liga Amateur                           |

## Evolución de la Clasificación
| Equipo / Jornada  | 01 | 02 | 03 | 04 | 05 | 06 | 07 | 08 | 09 | 10 | 11 | 12 | 13 | 14 | 15 | 16 | 17 | 18 |
| ----------------- | -- | -- | -- | -- | -- | -- | -- | -- | -- | -- | -- | -- | -- | -- | -- | -- | -- | -- |
| América de Quito  | 5  | 8  | 9  | 9  | 8  | 8  | 9  | 8  | 6  | 6  | 7  | 7  | 8  | 7  | 7  | 7  | 7  | 7  |
| C.D. Chile        | 10 | 10 | 10 | 10 | 10 | 10 | 10 | 10 | 10 | 10 | 10 | 10 | 10 | 10 | 10 | 10 | 10 | 10 |
| C.D. Clan Juvenil | 9  | 7  | 3  | 3  | 2  | 1  | 2  | 2  | 2  | 2  | 1  | 1  | 1  | 1  | 1  | 1  | 1  | 1  |
| Cuniburo F.C.     | 6  | 9  | 5  | 7  | 5  | 6  | 7  | 7  | 8  | 7  | 8  | 8  | 9  | 9  | 9  | 9  | 9  | 9  |
| J.I. de Tabacundo | 8  | 6  | 8  | 8  | 9  | 9  | 8  | 9  | 9  | 8  | 9  | 9  | 7  | 8  | 8  | 8  | 8  | 8  |
| C.D. Los Loros    | 1  | 3  | 4  | 5  | 4  | 4  | 4  | 4  | 4  | 4  | 4  | 4  | 4  | 4  | 4  | 4  | 6  | 6  |
| C.D. Rumiñahui    | 7  | 4  | 7  | 6  | 7  | 5  | 6  | 6  | 7  | 9  | 6  | 6  | 5  | 5  | 5  | 6  | 5  | 5  |
| F.C. U.I.D.E.     | 2  | 1  | 1  | 1  | 1  | 2  | 1  | 1  | 1  | 1  | 2  | 2  | 2  | 2  | 2  | 2  | 2  | 2  |
| U.S.F.Q.          | 3  | 2  | 2  | 2  | 3  | 3  | 3  | 3  | 3  | 3  | 3  | 3  | 3  | 3  | 3  | 3  | 3  | 3  |
| U.T.E.            | 4  | 5  | 6  | 4  | 6  | 7  | 5  | 5  | 5  | 5  | 5  | 5  | 6  | 6  | 6  | 5  | 4  | 4  |

## Resultados
|  | F.C. U.I.D.E.     | 4 - 1 | C.D. Clan Juvenil |  | UIDE                    | 14 de marzo | 11:00 |
|  | J.I. de Tabacundo | 0 - 2 | U.S.F.Q.          |  | Liga Parroquial de Pifo | 15 de marzo | 12:00 |
|  | C.D. Los Loros    | 6 - 1 | C.D. Chile        |  | General Rumiñahui       | 15 de marzo | 12:15 |
|  | C.D. Rumiñahui    | 2 - 3 | U.T.E.            |  | El Chan                 | 15 de marzo | 15:15 |
|  | América de Quito  | 0 - 0 | Cuniburo F.C.     |  | La Armenia              | 16 de marzo | 12:00 |

|  | C.D. Clan Juvenil | 2 - 1 | C.D. Los Loros    |  | Complejo I.J.T. Cancha 3     | 21 de marzo | 13:00 |
|  | U.T.E.            | 2 - 4 | F.C. U.I.D.E.     |  | Parroquial de Nayón          | 22 de marzo | 11:00 |
|  | U.S.F.Q.          | 4 - 2 | Cuniburo F.C.     |  | Francisco Reinoso de Cumbayá | 22 de marzo | 11:00 |
|  | C.D. Chile        | 0 - 1 | J.I. de Tabacundo |  | Alonso Aguirre de Uyumbicho  | 22 de marzo | 14:15 |
|  | América de Quito  | 1 - 2 | C.D. Rumiñahui    |  | La Armenia                   | 23 de marzo | 12:00 |

|  | F.C. U.I.D.E.     | 3 - 2 | C.D. Rumiñahui    |  | UIDE                         | 28 de marzo | 11:00 |
|  | Cuniburo F.C.     | 4 - 2 | C.D. Chile        |  | Parroquial de Nayón          | 28 de marzo | 11:00 |
|  | U.S.F.Q.          | 2 - 1 | América de Quito  |  | Francisco Reinoso de Cumbayá | 28 de marzo | 11:00 |
|  | C.D. Los Loros    | 2 - 2 | U.T.E.            |  | Parroquial de Nayón          | 29 de marzo | 12:15 |
|  | J.I. de Tabacundo | 1 - 6 | C.D. Clan Juvenil |  | Pedro Moncayo de Tabacundo   | 30 de marzo | 11:30 |

|  | C.D. Clan Juvenil | 2 - 1 | Cuniburo F.C.     |  | Complejo I.J.T.             | 4 de abril | 12:00 |
|  | U.T.E.            | 2 - 1 | J.I. de Tabacundo |  | Parroquial de Nayón         | 5 de abril | 11:00 |
|  | C.D. Chile        | 0 - 2 | U.S.F.Q.          |  | Alonso Aguirre de Uyumbicho | 5 de abril | 12:15 |
|  | C.D. Rumiñahui    | 2 - 2 | C.D. Los Loros    |  | El Chan                     | 5 de abril | 15:15 |
|  | América de Quito  | 0 - 4 | F.C. U.I.D.E.     |  | La Armenia                  | 6 de abril | 13:00 |

|  | U.S.F.Q.          | 0 - 2 | C.D. Clan Juvenil |  | Francisco Reinoso de Cumbayá | 11 de abril | 11:00 |
|  | Cuniburo F.C.     | 2 - 0 | U.T.E.            |  | Parroquial de Nayón          | 12 de abril | 11:00 |
|  | C.D. Chile        | 1 - 4 | América de Quito  |  | Alonso Aguirre de Uyumbicho  | 12 de abril | 14:15 |
|  | C.D. Los Loros    | 2 - 1 | F.C. U.I.D.E.     |  | Parroquial de Nayón          | 12 de abril | 15:15 |
|  | J.I. de Tabacundo | 1 - 1 | C.D. Rumiñahui    |  | Pedro Moncayo de Tabacundo   | 13 de abril | 12:00 |

|  | F.C. U.I.D.E.     | 1 - 0 | J.I. de Tabacundo |  | UIDE                | 17 de abril | 11:00 |
|  | C.D. Clan Juvenil | 5 - 0 | C.D. Chile        |  | Complejo I.J.T.     | 17 de abril | 11:00 |
|  | U.T.E.            | 2 - 3 | U.S.F.Q.          |  | Parroquial de Nayón | 17 de abril | 13:00 |
|  | América de Quito  | 0 - 1 | C.D. Los Loros    |  | La Armenia          | 17 de abril | 13:00 |
|  | C.D. Rumiñahui    | 1 - 0 | Cuniburo F.C.     |  | El Chan             | 19 de abril | 15:15 |

|  | U.S.F.Q.          | 2 - 1 | C.D. Rumiñahui   |  | Francisco Reinoso de Cumbayá | 26 de abril | 11:00 |
|  | Cuniburo F.C.     | 1 - 4 | F.C. U.I.D.E.    |  | Parroquial de Nayón          | 26 de abril | 12:00 |
|  | C.D. Clan Juvenil | 2 - 0 | América de Quito |  | General Rumiñahui            | 26 de abril | 12:00 |
|  | C.D. Chile        | 1 - 2 | U.T.E.           |  | Alonso Aguirre de Uyumbicho  | 26 de abril | 14:15 |
|  | J.I. de Tabacundo | 1 - 1 | C.D. Los Loros   |  | Pedro Moncayo de Tabacundo   | 27 de abril | 12:00 |

|  | F.C. U.I.D.E.     | 1 - 1 | U.S.F.Q.          |  | UIDE                       | 2 de mayo | 11:00 |
|  | U.T.E.            | 1 - 1 | C.D. Clan Juvenil |  | Parroquial de Nayón        | 3 de mayo | 12:00 |
|  | C.D. Los Loros    | 0 - 0 | Cuniburo F.C.     |  | General Rumiñahui          | 4 de mayo | 11:00 |
|  | C.D. Rumiñahui    | 0 - 1 | C.D. Chile        |  | El Chan                    | 4 de mayo | 11:15 |
|  | J.I. de Tabacundo | 2 - 4 | América de Quito  |  | Pedro Moncayo de Tabacundo | 4 de mayo | 12:00 |

|  | U.S.F.Q.          | 2 - 1 | C.D. Los Loros    |  | Francisco Reinoso de Cumbayá | 10 de mayo | 11:00 |
|  | Cuniburo F.C.     | 0 - 1 | J.I. de Tabacundo |  | Parroquial de Nayón          | 10 de mayo | 12:00 |
|  | C.D. Clan Juvenil | 2 - 0 | C.D. Rumiñahui    |  | General Rumiñahui            | 10 de mayo | 12:00 |
|  | América de Quito  | 1 - 0 | U.T.E.            |  | La Armenia                   | 10 de mayo | 12:15 |
|  | C.D. Chile        | 0 - 7 | F.C. U.I.D.E.     |  | Alonso Aguirre de Uyumbicho  | 10 de mayo | 13:15 |

|  | F.C. U.I.D.E.     | 6 - 0 | C.D. Chile        |  | UIDE                       | 16 de mayo | 11:00 |
|  | U.T.E.            | 1 - 0 | América de Quito  |  | Parroquial de Nayón        | 17 de mayo | 12:00 |
|  | C.D. Los Loros    | 3 - 1 | U.S.F.Q.          |  | General Rumiñahui          | 17 de mayo | 13:00 |
|  | C.D. Rumiñahui    | 0 - 2 | C.D. Clan Juvenil |  | El Chan                    | 17 de mayo | 15:15 |
|  | J.I. de Tabacundo | 0 - 0 | Cuniburo F.C.     |  | Pedro Moncayo de Tabacundo | 18 de mayo | 12:00 |

|  | América de Quito  | 0 - 0 | J.I. de Tabacundo |  | La Armenia                   | 23 de mayo | 10:00 |
|  | U.S.F.Q.          | 4 - 2 | F.C. U.I.D.E.     |  | Francisco Reinoso de Cumbayá | 23 de mayo | 12:00 |
|  | Cuniburo F.C.     | 2 - 2 | C.D. Los Loros    |  | Parroquial de Nayón          | 23 de mayo | 12:00 |
|  | C.D. Clan Juvenil | 1 - 0 | U.T.E.            |  | General Rumiñahui            | 23 de mayo | 13:00 |
|  | C.D. Chile        | 1 - 9 | C.D. Rumiñahui    |  | Alonso Aguirre de Uyumbicho  | 25 de mayo | 11:15 |

|  | F.C. U.I.D.E.    | 3 - 2 | Cuniburo F.C.     |  | UIDE                | 30 de mayo | 11:00 |
|  | U.T.E.           | 8 - 3 | C.D. Chile        |  | Parroquial de Nayón | 31 de mayo | 12:00 |
|  | C.D. Los Loros   | 3 - 1 | J.I. de Tabacundo |  | General Rumiñahui   | 31 de mayo | 13:00 |
|  | C.D. Rumiñahui   | 2 - 1 | U.S.F.Q.          |  | El Chan             | 31 de mayo | 15:15 |
|  | América de Quito | 0 - 2 | C.D. Clan Juvenil |  | La Armenia          | 1 de junio | 10:00 |

|  | Cuniburo F.C.     | 1 - 3 | C.D. Rumiñahui    |  | Parroquial de Nayón          | 6 de junio | 11:00 |
|  | U.S.F.Q.          | 4 - 3 | U.T.E.            |  | Francisco Reinoso de Cumbayá | 6 de junio | 11:00 |
|  | C.D. Los Loros    | 1 - 0 | América de Quito  |  | General Rumiñahui            | 6 de junio | 15:00 |
|  | C.D. Chile        | 0 - 5 | C.D. Clan Juvenil |  | Alonso Aguirre de Uyumbicho  | 6 de junio | 15:15 |
|  | J.I. de Tabacundo | 3 - 1 | F.C. U.I.D.E.     |  | Pedro Moncayo de Tabacundo   | 6 de junio | 16:00 |

|  | F.C. U.I.D.E.     | 3 - 2 | C.D. Los Loros    |  | UIDE                | 13 de junio | 11:00 |
|  | América de Quito  | 4 - 2 | C.D. Chile        |  | La Armenia          | 13 de junio | 13:00 |
|  | C.D. Clan Juvenil | 1 - 1 | U.S.F.Q.          |  | General Rumiñahui   | 13 de junio | 15:30 |
|  | U.T.E.            | 6 - 1 | Cuniburo F.C.     |  | Parroquial de Nayón | 14 de junio | 11:00 |
|  | C.D. Rumiñahui    | 2 - 1 | J.I. de Tabacundo |  | El Chan             | 14 de junio | 15:15 |

|  | F.C. U.I.D.E.     | 4 - 1 | América de Quito  |  | UIDE                         | 20 de junio | 11:00 |
|  | C.D. Los Loros    | 0 - 0 | C.D. Rumiñahui    |  | General Rumiñahui            | 20 de junio | 11:00 |
|  | Cuniburo F.C.     | 1 - 2 | C.D. Clan Juvenil |  | Parroquial de Nayón          | 20 de junio | 12:00 |
|  | U.S.F.Q.          | 7 - 2 | C.D. Chile        |  | Francisco Reinoso de Cumbayá | 21 de junio | 09:00 |
|  | J.I. de Tabacundo | 1 - 1 | U.T.E.            |  | Pedro Moncayo de Tabacundo   | 22 de junio | 12:00 |

|  | América de Quito | 1 - 0 | U.S.F.Q.          |  | La Armenia                  | 27 de junio | 13:00 |
|  | U.T.E.           | 2 - 1 | Los Loros         |  | Parroquial de Nayón         | 28 de junio | 11:00 |
|  | Clan Juvenil     | 7 - 1 | J.I. de Tabacundo |  | General Rumiñahui           | 28 de junio | 11:00 |
|  | Rumiñahui        | 0 - 0 | F.C. U.I.D.E.     |  | El Chan                     | 28 de junio | 15:15 |
|  | Chile            | 0 - 2 | Cuniburo F.C.     |  | Alonso Aguirre de Uyumbicho | 28 de junio | 15:15 |

|  | C.D. Los Loros    | 1 - 2 | C.D. Clan Juvenil |  | General Rumiñahui          | 3 de julio | 13:00 |
|  | F.C. U.I.D.E.     | 0 - 1 | U.T.E.            |  | UIDE                       | 3 de julio | 13:00 |
|  | Cuniburo F.C.     | 0 - 0 | U.S.F.Q.          |  | Parroquial de Nayón        | 3 de julio | 13:00 |
|  | C.D. Rumiñahui    | 2 - 1 | América de Quito  |  | El Chan                    | 5 de julio | 15:15 |
|  | J.I. de Tabacundo | 6 - 2 | C.D. Chile        |  | Pedro Moncayo de Tabacundo | 6 de julio | 12:00 |

|  | Clan Juvenil  | 1 - 1 | F.C. U.I.D.E.     |  | General Rumiñahui            | 10 de julio | 14:00      |
|  | U.S.F.Q.      | 3 - 0 | J.I. de Tabacundo |  | Francisco Reinoso de Cumbayá | 10 de julio | 14:00      |
|  | Chile         | -     | Los Loros         |  | Alonso Aguirre de Uyumbicho  | No se jugó  | No se jugó |
|  | U.T.E.        | -     | Rumiñahui         |  | Parroquial de Nayón          | No se jugó  | No se jugó |
|  | Cuniburo F.C. | -     | América de Quito  |  | La Armenia                   | No se jugó  | No se jugó |

### Campeón
| |
| |
| Club Deportivo Clan Juvenil 1.er título Clasifica a los zonales de la Segunda Categoría 2014 - También clasifica Universidad Internacional del Ecuador Fútbol Club como vicecampeón. |